# Gastranthus
Gastranthus es un género de plantas con flores perteneciente a la familia Acanthaceae. El género tiene 2 especies de hierbas.
Está considerado un sinónimo de Stenostephanus Nees

## Especies seleccionadas
- Gastranthus schlechtendalii
- Gastranthus ventricosa